# Дворцовая улица (Москва)
Дворцовая улица в Московском Кремле идет параллельно западной стене Кремля. В советский период называлась Коммунистической.
Она связывает Троицкую и Дворцовую площади Кремля. Закрыта для посещения туристами.
Восточную часть улицы формирует фасад Государственного Кремлёвского дворца (середина XX века) и Кавалерский корпус (5-й корпус Кремля). Западная сторона включает Комендатуру Московского Кремля, в состав комплекса которой входит старинный Потешный дворец и Храм Похвалы Пресвятой Богородицы в Потешном дворце.
Улица упирается в воздушный переход с четырьмя арками, соединяющий Апартаменты великих князей (Детская половина Большого Кремлёвского дворца) и основное здание Большого Кремлёвского дворца. В переходе первоначально размещался зимний сад. Через переход можно попасть на Дворцовую площадь.